# Eloy Alfaro (kanton)
Eloy Alfaro – kanton w Ekwadorze, w prowincji Esmeraldas. Stolicą kantonu jest Valdéz.